# Schnappi
Schnappi, das kleine Krokodil – fikcyjny, mały krokodyl żyjący w Nilu, bohater niemieckich komiksów dla dzieci. Schnappi stał się sławny dzięki piosence Schnappi, das kleine Krokodil w wykonaniu Joy Gruttmann, siostrzenicy niemieckiej kompozytorki Iris Gruttmann. Utwór ten zajął pierwsze miejsce na wielu listach przebojów w różnych krajach.
Tekst i muzyka do piosenki zostały napisane wspólnie przez Iris Gruttmann i Rositę Blissenbach, a cały utwór został nagrany po raz pierwszy w roku 2001. Piosenka opowiada o życiu Schnappiego nad Nilem i przebiegu jego dnia. Łatwy do zapamiętania refren i skoczna muzyka spowodowały w dużej mierze jej popularność.
Schnappi wywodzi się z programu dla dzieci niemieckiej stacji ARD, noszącego tytuł Sendung mit der Maus (niem. Audycja z myszą). Po „występach” w programie Schnappi zyskał sławę wśród wielu internautów.

## Sukces
Popularność piosenki Schnappi, das kleine Krokodil zaczęła niespodziewanie rosnąć w ciągu lata 2004. Została ona odtworzona w największym niemieckim radiu internetowym RauteMusik. Od lipca 2004 piosenka rozpowszechniła się na wielu stronach, czatach i forach internetowych i stała się tak znana, że postanowiono nagrać ją ponownie na koniec roku. Stworzono także teledysk specjalnie na potrzeby telewizyjnych programów muzycznych.
Utwór stał się numerem 1. na niemieckiej liście przebojów 3 stycznia 2005, a później także na listach w Austrii, Szwajcarii, Holandii, Belgii, Danii, Norwegii, Szwecji, a w Nowej Zelandii i Australii wszedł do pierwszej dziesiątki hitów. Największy sukces osiągnęła niemiecka, oryginalna wersja piosenki, częściowo także jej inne wersje, a nawet parodie, jak chociażby wersje holenderskie i belgijskie. Liczba remixów i nieoficjalnych nagrań krążących po Internecie szacowana jest na kilkaset. Parodia utworu w wykonaniu Elmara Brandta o tytule Schri-Schra-Schrödi osiągnęła w marcu 2005 18. miejsce na liście przebojów w Niemczech. Nagrana została także nieoficjalna angielska wersja w wykonaniu nowojorskiego artysty DJ Damiena we współpracy z b0n3m4n i French Girls, która trafiła do Internetu 20 lutego 2005. DJ Damien pracował także nad francuską (Crocky le Petit Crocodile) i japońską (Togetogeshi, chiisai wani) wersją utworu. Joy Gruttmann wyraziła swoje zadowolenie w wywiadzie dla brytyjskiej gazety The Guardian, że Schnappi trafił także na angielski rynek muzyczny.
Inne wersje piosenki, począwszy od prostych remiksów, a skończywszy na pełnym coverze w wykonaniu belgijskiego zespołu techno Dynamite, znalazły się na siódmym i dziesiątym miejscu w Belgii i drugim w Holandii. Szwedzka grupa humor metalowa Black Ingvars nagrała także heavymetalową wersję utworu, przypominającą nagrania niemieckiego zespołu Rammstein. Piosenka została włączona do składanki utworów grupy, wydanej w Szwecji.
Schnappi, das kleine Krokodil doczekał się także wersji na telefony komórkowe. Piosenka została nagrana w formie dzwonka w sierpniu 2005 przez niemiecką firmę Jamba!. Utwór został także uznany przez niemiecką gazetę ECHO za najczęściej ściąganą piosenkę roku 2005.
Zarówno album, noszący tytuł Schnappi und Seine Freunde (Schnappi i przyjaciele), jak i drugi singel, Ein Lama in Yokohama plasowały w czołówkach list przebojów w wielu krajach. Na czas świąt Bożego Narodzenia został nagrany kolejny album o Schnappim (Schnappi’s Winterfest), wydano także osobno singel Jing! Jingeling!.